# ブロンテ姉妹

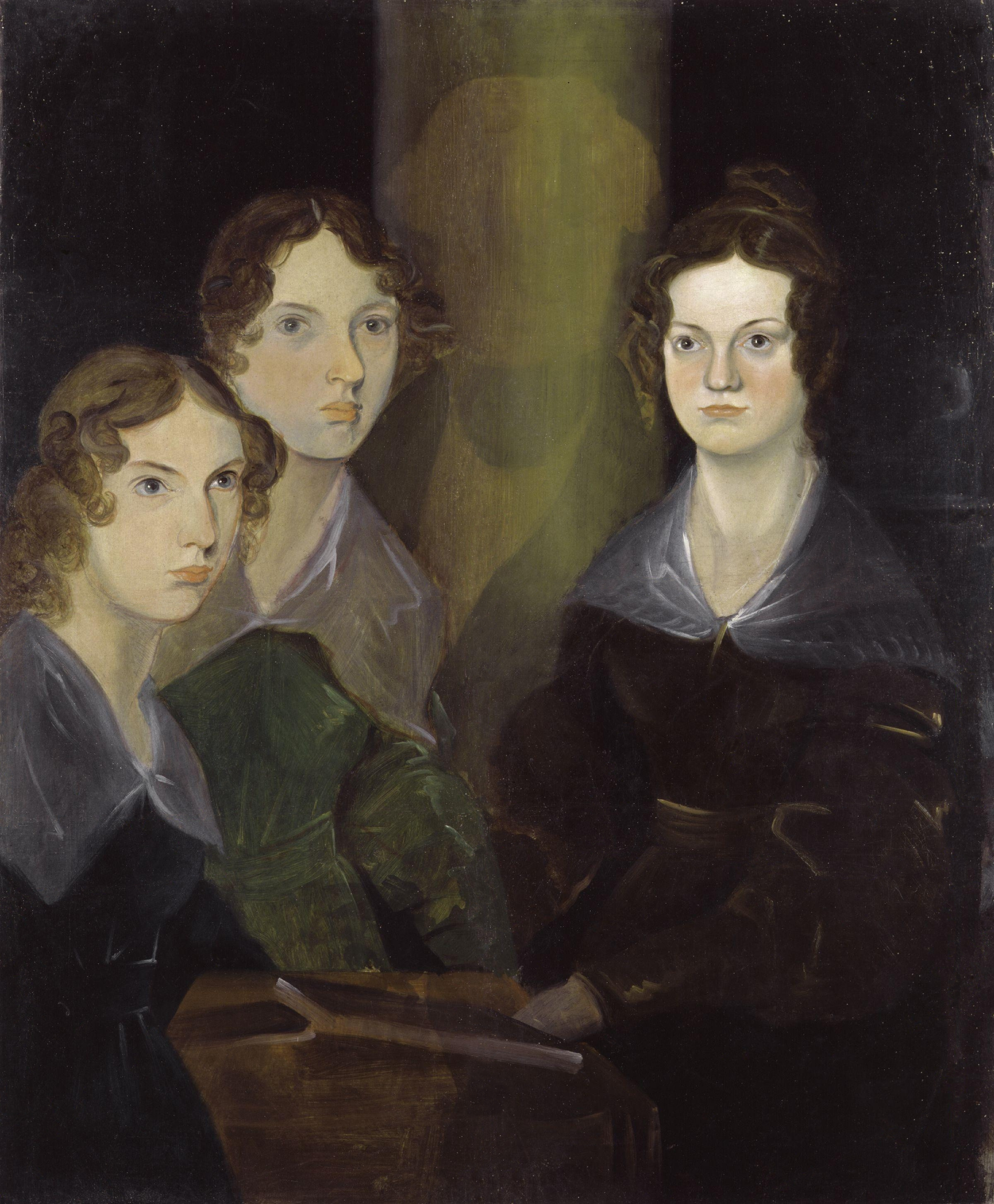
1835年ごろ、長男のブランウェルによって描かれた3姉妹の肖像画（ナショナル・ポートレート・ギャラリー蔵）。左からアン、エミリー、シャーロット。元々エミリーとシャーロットの間にはブランウェルが描かれていたが、彼自身の手により塗り潰された。

ブロンテ姉妹（ブロンテしまい、Brontë sisters, Brontës [bɹɒnti(z)]）は、19世紀イギリスのヴィクトリア時代を代表する小説家姉妹。シャーロット、エミリー、アンの3人を指す。六人兄弟であったが、幼くして長女・次女が亡くなり、実質的に、長男でシャーロットの下のブランウェルを含む四兄弟として育った。
ヨークシャーのソーントンの牧師パトリック・ブロンテの子として出生。姉妹3者共同の『詩集』を発表後に、シャーロットは『ジェーン・エア』、エミリーは『嵐が丘』、アンは『ワイルドフェル・ホールの住人』の各・長編小説を発表、イギリス文壇に多大な影響を与えた。

## 家族と経歴
父・パトリック・ブロンテは、アイルランドのダウン県に生まれた。家庭教師を務めた後にケンブリッジ大学に特待免費生として入学。29歳で学位をとり、副牧師となった。本来の姓はブランティであったが、ネルソンがブロンテ公爵となると、これにあやかり姓をギリシャ語式のブロンテに変えた。パトリックは文学を嗜み、詩集や散文を発表したが、認められなかった。1812年、35歳の時にソーントンの牧師となり、裕福な商人の娘であったマリア・ブランウェルと知り合い結婚。夫妻の間には、1814年マリア、1815年エリザベス、1816年シャーロット、1817年パトリック・ブランウェル（以下、ブランウェル）、1818年エミリー・ジェーン（以下、エミリー）、1820年アンと計6人の子供が生まれた。アンが生まれた1820年、一家はハワースに移り、現在ブロンテ協会本部がある牧師館に入ったが、翌1821年、母が胃癌と結核を併発して38歳で死去。その後は母の姉エリザベス・ブランウェルが子供たちの母親代わりとなった。
1824年、マリア、エリザベス、シャーロット、エミリーは父の意志によりランカシャーのカウアン・ブリッジ校の寄宿舎に入った。しかしここは衛生状態が極めて悪く、翌1825年マリアとエリザベスは栄養失調のため結核にかかり家に戻されたが、間もなく2人ともわずか11歳と10歳で死去。その後、シャーロットとエミリーも家に戻され、ブランウェル、アンと共に空想にふけることになる。1826年に父がブランウェルに、所用で出かけたリーズの土産に1ダースの人形のおもちゃを贈り、子供たちは「もの書きゲーム」をして遊ぶようになり、「若者たち」「島の人々」という空想世界（パラコズム）を作り、これがブロンテ兄弟のシェアード・ワールドのファンタジー世界「グラス・タウン」へと発展した。グラス・タウンはウェリトン（ウェリントン公爵から取られた）を国王としている。シャーロットとブランウェルはこれを発展させ「アングリア物語」を書いた。エミリーとアンは後に離脱し、スピンオフのファンタジー世界を作り、太平洋にゴンダルとガールダインいう島を空想して愛と戦いの物語を綴り、それはエミリーの詩稿の一部から窺い知ることができる。アンは1846年にゴンダルから手を引いたが、エミリーの創作は生涯続いた。
1831年よりシャーロットは私塾で1年半学び、その後そこで教師を務めた。またエミリーはロウ・ヒル・スクールの教師を短期間務め、後にシャーロットとアンは住み込みの家庭教師として働くようになった。まだ女性の社会進出がほとんど認められていなかった当時、教師は数少ない例外であった。1842年、シャーロットとエミリーは語学の勉強のためにベルギーのブリュッセルのエジェ寄宿学校へ留学するが、同年、留学資金を出していた伯母のエリザベス・ブランウェルが死去したためイギリスに帰国。エミリーはそのままイギリスに残ったが、シャーロットは翌1843年に再びベルギーへ向かった。シャーロットは寄宿先の校長に恋慕していたが、校長が既婚者であったため恋が実ることはなく、年内に帰国。シャーロットの帰国後、姉妹たちは牧師館で私塾を開いたが、生徒が集まらず失敗に終わった。
シャーロットは詩人志望であったが、エミリーが書いていた詩を発見すると、盗み見に激怒するエミリーを根気強く説得し、アンの協力を得て詩集を作る。1846年、『カラー、エリス、アクトン・ベルの詩集』の題名で刊行。ペンネームのカラー(Currer)はシャーロット、エリス(Ellis)はエミリー、アクトン(Acton)はアンのことであるが、この詩集はわずか2部しか売れなかった。また、シャーロットは「教授」、エミリーは「嵐が丘」、アンは「アグネス・グレイ」とそれぞれ小説を書き、出版社に送った。結果は、シャーロットのみ買われなかったが第2作の執筆を求められ、1847年に「ジェーン・エア」を刊行した。また、エミリーの「嵐が丘」とアンの「アグネス・グレイ」も同年に刊行された。「ジェーン・エア」は特に反響が大きく、シャーロットは3作目「シャーリー」を書き始めた。

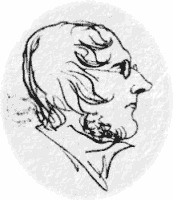
ブランウェル

ブロンテ家唯一の男児であったブランウェルは、父パトリックに溺愛され、甘やかされて育ったためか、うぬぼれの強い青年に成長した。ブランウェルは他の姉妹たちと同じく文学や絵画を始めたが、いずれも大成せず、自身は文学的才能に恵まれた姉妹たちに対し次第にコンプレックスを抱くようになった。18歳の頃、自身を含め姉妹4人の肖像画を描いたが、後にこの肖像画より自らの姿を抹消している（このページの右上を参照）。また他の姉妹たちと同じく家庭教師をしており、受け持った子の母親と不倫の関係に陥ったが、やがてその関係を父親に知られて解雇された。
これらの諸問題から、自ら酒と麻薬に溺れて急速に生活が荒れ、1848年9月24日に31歳で急死。その葬式の折にエミリーは風邪をひき、医者の診察を受けて結核にかかっていることが判明したが、彼女は自分が病気であることを認めようとせず、薬を飲むことも拒否し、同年12月19日に30歳で死去した。続いてアンも結核にかかり、翌1849年にスカーブラに移ったが、療養の甲斐もなく5月28日に29歳で死去した。
その後、シャーロットは『シャーリー』、『ビレット』を発表。1854年には父の反対のため求婚を断っていた副牧師のアーサー・ニコルズと結婚。やがて妊娠が判明したが、翌1855年3月31日、妊娠中毒症のため胎内の子供と一緒に38歳で死去した。結局、ブロンテ家の子供たちは全員子孫を残すことなく早世し、その血筋は断絶した。
なお、上記の通り一家のほとんどが短命だったことで知られるブロンテ家にあって、父パトリックだけが例外的に長寿であった。パトリックは妻と6人の子供全員に先立たれた後も6年にわたって生存し、1861年6月7日に84歳で死去した。

## 文献
- ブロンテ全集　みすず書房（全12巻）

第1巻　教授　シャーロット・ブロンテ　海老根宏訳
第2巻　ジェイン・エア　シャーロット・ブロンテ　小池滋訳
第3・4巻　シャーリー 上・下　シャーロット・ブロンテ　都留信夫訳
第5・6巻　ヴィレット 上・下　シャーロット・ブロンテ　青山誠子訳
第7巻　嵐が丘　エミリ・ブロンテ　中岡 洋・芹澤久江訳
第8巻　アグネス・グレイ　アン・ブロンテ　鮎澤乗光訳
第9巻　ワイルドフェル・ホールの住人　アン・ブロンテ　山口弘恵訳
第10巻　詩集　シャーロット・ブロンテほか　鳥海久義ほか訳
第11巻　アングリア物語　シャーロット・ブロンテ／パトリック・ブランウェル・ブロンテ　都留信夫ほか訳
第12巻　シャーロット・ブロンテの生涯、エリザベス・ギャスケル、中岡洋訳 - 友人の作家による伝記
- ブロンテ姉妹エッセイ全集　ベルジャン・エッセイズ（中岡洋・芦澤久江訳、彩流社、2016年）
- ブロンテ姉妹（集英社文庫ヘリテージシリーズ、2016年）、侘美真理訳・アグネス・グレイの全訳ほか

姉妹以外
- パトリック・ブロンテ著作全集（中岡洋編訳、彩流社 2013年）、父の著作
- ブランウェル・ブロンテ全詩集（2巻組、中岡洋代表、彩流社 2013年）、兄の著作

### 伝記
- 青山誠子『ブロンテ姉妹　人と思想』清水書院 1996年、新装版2016年。入門書
- パトリシャ・インガム『ブロンテ姉妹』白井義昭訳 彩流社「時代のなかの作家たち」2010年
- デボラ・ラッツ『ブロンテ三姉妹の抽斗　物語を作ったものたち』松尾恭子訳 柏書房 2017年
- 『ブロンテ姉妹を学ぶ人のために』中岡洋・内田能嗣編 世界思想社 2005年
- 『ブロンテ姉妹の世界』内田能嗣編著 ミネルヴァ書房 2010年
- 『風景のブロンテ姉妹』アーサー・ポラード解説[3]、南雲堂 1996年。大著
- フィリス・ベントリー『ブロンテ姉妹とその世界』木内信敬訳、新潮文庫、1996年。図版入門